# Aladdin (serie animata)
Aladdin è una serie animata statunitense basata sull'omonimo film del 1992, prodotto anch'esso da The Walt Disney Company e andata in onda nel triennio 1994-1996.

## Trama
La serie mantiene gli stessi personaggi e ambientazioni, seppure gli stessi sono sostanzialmente più scanzonati e le storie meno cupe e complesse per renderli adatti ad un pubblico infantile, e si colloca cronologicamente dopo la pellicola originale e il sequel, Il ritorno di Jafar del 1994, e prima di Aladdin e il re dei ladri del 1996.
In Italia gli episodi sono apparsi per la prima volta sulle reti Rai, da lunedì a venerdì all'interno di Solletico e il sabato pomeriggio su Rai 1 all'interno di Disney Club, la domenica mattina su Rai 2 all'interno di Domenica Disney e di nuovo da lunedì a venerdì all'interno di Go-Cart Mattina nel 2005. Successivamente il cartone animato verrà riproposto su Disney Channel dalla fine degli anni novanta al 2004 e Toon Disney nel periodo 2004/2011.
La sigla del cartone s'intitola Le notti d'oriente (Arabian Nights), composta da Howard Ashman, che faceva già parte della colonna sonora del film originale che, in quell'occasione era cantata in originale da Bruce Adler e in italiano da Daniele Viri, ha il testo tratto dal film Il ritorno di Jafar (1994) con le immagini già tratte dal film e dalla serie animata.
Fino ad oggi non ci sono ancora stati comunicati ufficiali da parte della Disney per l'uscita della serie in DVD. Vi è stata solo un'unica uscita in VHS datata febbraio 2002 intitolata "Aladdin & Jasmine - Amore al Chiaro di Luna" che include due episodi della serie: Prigioniera della Luna e Un amore cosmico. Tuttavia alcuni episodi sono stati pubblicati nell'aprile 1997 dalla Disney Video in parte delle videocassette "Disney Video Family" allegate ai quotidiani del Corriere della Sera.

## Doppiaggio
Il doppiaggio italiano è stato realizzato dalla Royfilm, diretto da Renzo Stacchi e Luigi Calabrò, con dialoghi a cura di Andrea De Leonardis, Giorgio Tausani e Massimo Corvo.
Nella versione in lingua originale, rispetto al primo film, alcune voci sono state cambiate, fra cui quella del Genio, doppiato da Dan Castellaneta (noto in ambito anglofono come voce originale di Homer Simpson) invece che da Robin Williams, voce del personaggio nel primo film e poi in Aladdin e il re dei ladri. Una cosa simile è accaduta anche nella versione italiana, in quanto Roberto Pedicini ha sostituito Gigi Proietti nella parte del Genio, mentre il resto del cast è rimasto invariato.
| Personaggio                              | Doppiatore originale | Doppiatore italiano                           |
| ---------------------------------------- | -------------------- | --------------------------------------------- |
| Aladdin                                  | Scott Weinger        | Massimiliano Alto                             |
| Genio                                    | Dan Castellaneta     | Roberto Pedicini                              |
| Iago                                     | Gilbert Gottfried    | Marco Bresciani                               |
| Abù                                      | Frank Welker         | Frank Welker                                  |
| Jasmine                                  | Linda Larkin         | Manuela Cenciarelli                           |
| Sultano                                  | Val Bettin           | Gianni Vagliani                               |
| Razoul / Narratore (ep. 74)              | Jim Cummings         | Michele Kalamera                              |
| Abis Mal                                 | Jason Alexander      | Renzo Stacchi                                 |
| Haroud                                   | James Avery          | Carlo Marini                                  |
| Mekanikos                                | Charlie Adler        | Oliviero Dinelli                              |
| Sadira                                   | Kellie Martin        | Laura Boccanera                               |
| Mozenrath                                | Jonathan Brandis     | Fabio Boccanera                               |
| Xerxes                                   | Frank Welker         | Marco Guadagno                                |
| Nephir                                   | René Auberjonois     | Renzo Stacchi (1ª voce) Mino Caprio (2ª voce) |
| Mirage                                   | Bebe Neuwirth        | Cristina Grado                                |
| Caos                                     | Matt Frewer          | Piero Tiberi                                  |
| Ayam Aghoul                              | Hamilton Camp        | Leslie La Penna                               |
| Amin Damoola                             | Jeff Bennett         | Luigi Ferraro (1ª voce) Mino Caprio (2ª voce) |
| Wazoo                                    | Jim Cummings         | Fabrizio Mazzotta                             |
| Sultano Pasta Al-Dente                   | Stuart Pankin        | Vittorio Battarra                             |
| Uncouthma                                | Tino Insana          | Renzo Stacchi                                 |
| Eden / Vari personaggi                   | Debi Derryberry      | Laura Boccanera                               |
| Dhandi                                   | Debi Derryberry      | Maura Cenciarelli                             |
| Zondra                                   | Candi Milo           | Paola Tedesco                                 |
| Saleen                                   | Julie Brown          | Silvia Pepitoni                               |
| Fazoul                                   |                      | Christian Iansante                            |
| Chubs                                    |                      | Massimo Gentile                               |
| Sciamano / Fruttivendolo / Califfo Kapok |                      | Glauco Onorato                                |
| Murk                                     | Dorian Harewood      | Bruno Alessandro                              |
| Muktar / Ladrone / Vari personaggi       | John Kassir          | Massimo Corvo                                 |
| Mago Ding                                |                      | Vittorio Guerrieri                            |
| Sorella di Ding                          |                      | Roberta Greganti                              |
| Bobolonius                               |                      | Mario Milita                                  |
| Arbutus                                  | Ron Perlman          | Mauro Bosco                                   |

## Edizioni home video

### VHS
Negli Stati Uniti la serie è stata distribuita sul mercato VHS in otto edizioni dalla Walt Disney Home video, mentre solo una è stata distribuita in Italia dalla Disney Video:
- Aladdin to the Rescue - Il giorno del morto vivente; La regina della pioggia
- Genie in a Jar - L'occhio del profeta; Il popolo del fango
- Treasures of Doom - Un talento incompreso; L'uomo di latta
- Magic Makers - La città abbandonata; La terra delle sabbie d'oro
- Creatures of Invention - Insetti meccanici; I cavalieri del destino
- Aladdin & Jasmine - Amore al Chiaro di Luna - Prigioniera della Luna; Un amore cosmico
- Fearless Friends - Abù il grande eroe; Il morso del rocciadrago
- Team Genie - La pillola di Makkhanà; Caccia al genio

### DVD
Gli episodi Una sirena ad Agrabah, Il tesoro più prezioso e I bassifondi di Agrabah sono stati inclusi nel DVD Le magiche fiabe di Jasmine - Una giornata da principessa uscito il 19 aprile 2005.
L'episodio Il cattivo umore del re è incluso nel DVD Storie di Principesse Disney - Vol. 1 - Un dono dal cuore uscito il 12 gennaio 2005. 
L'episodio Un bel gioco dura poco è incluso nel DVD Storie di principesse Disney - Vol. 2 - La magia dell'amicizia uscito il 6 luglio 2005.
L'episodio Un incantesimo quasi perfetto è stato incluso nel DVD Festa di compleanno con le Principesse Disney - Vol. 2 - Principesse per un giorno uscito il 6 luglio 2005.